# François Borel (peintre)
Pour les articles homonymes, voir François Borel et Borel.
Antoine-Charles-Thérèse dit François Borel, né le 28 avril 1777 à Pesmes et mort le 6 juillet 1838 à Besançon, est un peintre miniaturiste, professeur de peinture et de dessin à l’École de dessin de Besançon, puis directeur de celle-ci.

## Biographie
Borel étudia dans un premier temps à l'école de François Devosge à Dijon où il fut son élève. C'est certainement à ce moment-là qu'il rencontra Anatole Devosge qui devint un ami très proche par la suite, comme l'atteste une importante correspondance entre les deux hommes. Borel étudia ensuite la miniature à Paris, auprès du miniaturiste Augustin.
Il revint à Besançon en 1809, sa fortune ayant été anéantie à la suite d'un malheur commercial. C'est à cette période qu'il commença à peindre des portraits pour vivre et à donner des leçons. Les lettres d'Anatole Devosge à Antoine Borel font souvent mention de ces portraits, l'artiste dijonnais l'aidant même parfois à définir une composition.
En 1814, Dominique Paillot qui secondait Jourdain dans la direction de l’École de Besançon fondée par Wyrsch et Breton, et ancien camarade de l’École de Dijon, mourut subitement, laissant quatre enfants dans la misère ; c'est ainsi que Borel prit la place de Paillot, et attribua durant quatre années son traitement aux orphelins et au vieux Jourdain.
À la mort de Jourdain, en 1815, il le remplaça et devint directeur de l’École de Besançon. Il conserva en même temps les cours qu'il donnait au collège municipal, et cela jusqu'à sa mort.

## Œuvres
Sa collection de tableaux est conservée au château de la Muyre. Un portrait de Jean-Jacques Ordinaire, recteur de l'Académie de Besançon, miniature, est conservé au Musée des Beaux-Arts de Besançon ; cinq tableaux sont conservés dans l’église de Byans, dont Les Quatre Évangélistes et le Baptême de Jésus Christ.